# 北島自動車学校
株式会社北島自動車学校（きたじまじどうしゃがっこう）は、徳島県板野郡北島町にある徳島県公安委員会指定の自動車教習所を運営する企業。

## 概要

### 取得免許
- 普通自動車免許（MT・AT）
- 大型自動車免許
- 中型自動車免許
- 牽引自動車免許
- 大型特殊自動車免許
- 普通自動二輪車免許

### 所在地等
- 〒771-0204 徳島県板野郡北島町鯛浜字中須8番地

座標: 北緯34度7分13.1秒 東経134度33分16.4秒 / 北緯34.120306度 東経134.554556度